# Elecciones estatales de Tabasco de 2015
Las Elecciones estatales de Tabasco de 2015 se llevaron a cabo el domingo 7 de junio de 2015 y en ellas fueron renovados los titulares de los siguientes cargos de elección popular del estado mexicano de Tabasco:
- 35 Diputados al Congreso del Estado. 21 electos por el principio de Mayoría Relativa elegidos en cada uno de los Distritos electorales y 14 electos por el principio de Representación Proporcional, los cuales integraron la LXII Legislatura del Congreso del Estado de Tabasco.
- 17 Ayuntamientos. Formados por un presidente municipal y un grupo de regidores, electos para un periodo de tres años, no reelegibles de manera consecutiva. Debido a que el Tribunal Electoral del Poder Judicial de la Federación (TEPJF) anuló la elección para presidente municipal de Centro por falta de certeza en los resultados, el domingo 13 de marzo de 2016 se llevó a cabo una elección extraordinaria.[1]

## Resultado Electorales

### Ayuntamientos

#### Concentrado Estatal de votos por Partido Político o Coalición
|  | 5.97 % |

|  | 27.77 % |

|  | 29.22 % |

|  | 3.82 % |

|  | 11.93 % |

|  | 2.34 % |

|  | 2.99 % |

|  | 10.40 % |

|  | 0.47 % |

|  | 0.58 % |

|  | 1.58 % |

|  | 0.14 % |

|  | 0.08 % |

|  | 2.70 % |

|  | 97.22 % |

|  | 100 % |

#### Balancán
|  | 20.66 % |

|  | 18.28 % |

|  | 0.44 % |

|  | 3.01 % |

|  | 13.29 % |

|  | 1.35 % |

|  | 0.17 % |

|  | 0.14 % |

|  | 40.37 % |

|  | 0.00 % |

|  | 2.29 % |

|  | 97.71 % |

|  | 100 % |

#### Cárdenas
|  | 2.65 % |

|  | 29.39 % |

|  | 16.23 % |

|  | 4.20 % |

|  | 2.04 % |

|  | 6.17 % |

|  | 0.55 % |

|  | 0.76 % |

|  | 4.54 % |

|  | 30.55 % |

|  | 0.48 % |

|  | 2.45 % |

|  | 97.07 % |

|  | 100 % |

#### Centro (Villahermosa)
El 17 de diciembre de 2015, el Tribunal Electoral de Poder Judicial de la Federación (TEPJF) anuló la elección del Ayuntamiento de Centro, "debido a las irregularidades sustanciales y graves en el manejo de paquetes electorales, número de casillas instaladas, contradicciones de los resultados de actas de escrutinio y cómputo, falta de documentación y violaciones en el cómputo distrital que impiden conocer la veracidad de los resultados". 
En consecuencia, el Tribunal ordenó al Congreso del Estado convocar a elecciones extraordinarias y nombrar un Consejo Municipal que se haga cargo de la administración del ayuntamiento.
|  | 20.58 % |

|  | 24.48 % |

|  | 30.50 % |

|  | 1.21 % |

|  | 2.40 % |

|  | 14.03 % |

|  | 0.65 % |

|  | 1.66 % |

|  | 0.97 % |

|  | 0.07 % |

|  | 3.36 % |

|  | 100 % |

### Diputados al Congreso  del Estado
|  | 4.87 % |

|  | 26.34 % |

|  | 27.14 % |

|  | 3.90 % |

|  | 13.22 % |

|  | 3.17 % |

|  | 2.65 % |

|  | 12.59 % |

|  | 0.96 % |

|  | 1.36 % |

|  | 0.04 % |

|  | 0.10 % |

|  | 3.66 % |

|  | 96.24 % |

|  | 100 % |